# Staffan Wallmark
Staffan Fredrik Vilhelm Wallmark, född 2 november 1912 i Dorotea socken i Västerbottens län, död 5 februari 1998 i Umeå, var en svensk kyrkoherde och målare.

## Biografi
Staffan Wallmark var son till landsfiskalen Fredrik Vilhelm Wallmark och Sigrid Augusta Himmelstrand samt gift med gymnastikdirektören Anna-Greta Skäfve. Parallellt med sin verksamhet som kyrkoherde i Norrland var han verksam som konstnär. Han medverkade i Uplands konstförenings utställning i Uppsala 1941 och var representerad i Norrbottenkonstnärernas vandringsutställning 1948. Dessutom medverkade han i ett flertal utställningar med provinsiell konst i Norrland. Hans konst består av figurmotiv och landskapsskildringar utförda i olja, pastell, akvarell eller gouache. Wallmark är begravd på Norra kyrkogården på Sandbacka i Umeå.